# Radolin (województwo wielkopolskie)
Radolin (niem. Radolin) – wieś w Polsce położona w województwie wielkopolskim, w powiecie czarnkowsko-trzcianeckim, w gminie Trzcianka. Dawniej miasto.
Radolin położony jest nad rzeką Trzcinicą na skraju doliny Noteci. We wsi zachował się dawny rynek, obecnie prostokątny plac i zwarta zabudowa wzdłuż głównej drogi oraz szereg domów z początku XIX wieku.

## Historia

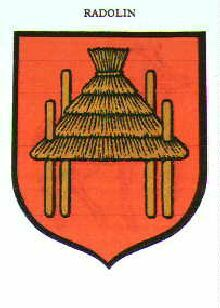
Dawny herb miejski Radolina

Osada powstała na prawym, wysokim brzegu pradoliny Noteci. Rozkwit miejscowości nastąpił w XVII i XVIII wieku w związku z rozwojem sukiennictwa, a w latach 1759-1857 posiadała ona prawa miejskie. Założycielem miasta był podkomorzy wschowski, Andrzej Radoliński herbu Leszczyc. W 1756 osiadł on w pobliskiej Białej i rozpoczął starania o utworzenie nowego miasta. Inspirował go prawdopodobnie rozwój tkactwa w pobliskiej Trzciance i związane z tym wpływy z podatków. Dodatkowym atutem był szlak wodny Noteci zapewniający zbyt towaru. 13 stycznia 1759 król August III Sas wydał Radolińskiemu przywilej lokacyjny. W połowie lat 60. XVIII wieku zgromadziła się grupa chętnych do osiedlenia w nowym mieście. 2 września 1764 Radoliński ogłosił statut zawierający podstawowe zasady funkcjonowania miasta.
Ośrodek nigdy nie rozwinął się znacząco – przeszkodę stanowiły kwaterunki, przemarsze i potyczki wojsk pruskich z rosyjskimi w dobie wojny siedmioletniej, rujnującej polską gospodarkę. We wrześniu 1772 prusacy zajęli tereny nadnoteckie i zahamowana została wymiana towarowa z resztą Poznańskiego. Dodatkowo sukiennictwo weszło w okres regresu, co w powiązaniu z istnieniem kordonów granicznych stłumiło wszelkie impulsy rozwojowe miasta, co zakończyło się zdegradowaniem go do rzędu wsi w zaborze pruskim (1857).
W latach 1975–1998 miejscowość administracyjnie należała do województwa pilskiego.
W latach 1945-1975 Radolin administracyjnie należał do powiatu trzcianeckiego.

## Herb Radolina
W herbie Radolina jest uwidoczniony bróg wsparty na żerdziach, który wzięty został z herbu wielkopolsko-kujawskiego rodu Leszczyców rodziny Radolińskich.